# Аминь.ru
«Аминь.ru» — пятый студийный альбом Сергея Бабкина, вышедший в январе 2008 года.
По звучанию и содержанию он похож на первые диски («УРА!», «БИС!»), и несколько более оптимистичен, чем два предыдущих альбома — «Сын» и «Мотор». Большинство песен написано в течение предыдущих четырёх лет, но, в силу разных причин, они не могли попасть на предыдущие релизы. В нём используются две гитары, кларнет и аккордеон — инструмент, раннее не встречавшийся у Бабкина. На этом альбоме у Бабкина впервые обращается к стилистике блатной песни, Аркадия Северного.
На песню «Муза» был снят клип.

## Список композиций
| №   | Название                        | Длительность |
| --- | ------------------------------- | ------------ |
| 1.  | «Бутылочка»                     | 5:30         |
| 2.  | «Здрасьте»                      | 2:54         |
| 3.  | «Гора»                          | 3:51         |
| 4.  | «Театр»                         | 3:19         |
| 5.  | «УмерОТварения»                 | 6:14         |
| 6.  | «Метро»                         | 3:17         |
| 7.  | «Убийство»                      | 3:43         |
| 8.  | «Ябеда-беда»                    | 3:16         |
| 9.  | «Играем»                        | 4:14         |
| 10. | «ВДВ»                           | 4:50         |
| 11. | «О тебе»                        | 4:31         |
| 12. | «Муза»                          | 5:04         |
| 13. | «Земля»                         | 4:34         |
| 14. | «Ас»                            | 2:53         |
| 15. | «Мили метры»                    | 5:00         |
| 16. | «Чечняшечка»                    | 5:51         |
| 17. | «Заря»                          | 4:31         |
| 18. | «Я компьютерщик (скрытый трек)» | 1:26         |

## Участники
- Сергей Бабкин (гитара, вокал)
- Роман Абашидзе (соло-гитара)
- Геннадий Фомин (кларнет)
- Григорий Мищенко (аккордеон)